# Pingus
Pingus je svobodná počítačová hra pro jednoho hráče inspirovaná starší hrou Lemmings. Vytvořil ji Ingo Ruhnke a místo lumíků jsou v ní tučňáci. Funguje na mnoha platformách, například na UN*Xech, Microsoft Windows a Mac OS X. Hra je distribuována pod licencí GNU GPL. Původně používala knihovnu ClanLib, ale v roce 2007 byla přepsána pomocí knihovny SDL.